# Styrax crotonoides
Styrax crotonoides es una especie de planta fanerógama perteneciente a la familia Styracaceae. Es endémica de  Malasia y Singapur. 

## Hábitat
Esta especie habita tanto en la selva baja cerrada y abierta, en los pantanos o los bosques perturbados. Su mayor amenaza es que muchos de estos bosques en el estado de Johor han sido objeto de la conversión de su uso, en particular para los desarrollos de vivienda.

## Taxonomía
El género fue descrito por Charles Baron Clarke y publicado en The Flora of British India iii.: 589.  1882.
Etimología
Styrax: nombre genérico que deriva del nombre griego clásico utilizado por Teofrasto derivado de un nombre semítico para estas plantas productoras de resina de la que se recopila el estoraque.
crotonoides: epíteto compuesto latíno que significa "similar a Croton"